# Sonja Henie
Sonja Henie (Oslo, 8 aprile 1912 – Oslo, 12 ottobre 1969) è stata una pattinatrice artistica su ghiaccio, attrice e collezionista d'arte norvegese, vincitrice di tre ori olimpici e dieci titoli mondiali negli anni venti e anni trenta, considerata una delle più grandi campionesse di pattinaggio di figura di tutti i tempi. Dopo il ritiro dalle competizioni, intraprese la carriera di attrice cinematografica a Hollywood.

## Biografia

### I successi sportivi
Sonja Henie partecipò ai I Giochi olimpici invernali nel 1924 non ancora dodicenne, accreditata come la più giovane partecipante ai Giochi. Nel concorso di pattinaggio individuale femminile fu ottava su otto partecipanti, ma si fece notare per l'eccellente esecuzione del programma libero, anche se poco variato, al punto che il Rapporto Ufficiale di quell'edizione dei Giochi pronosticava per la giovane norvegese un grande avvenire. La previsione non tardò a realizzarsi. Nel 1927 la quindicenne Sonja Henie vinse il suo primo titolo mondiale. Ne avrebbe vinti dieci consecutivi, regina incontrastata dell'artistico femminile dal 1927 al 1936. Nello stesso periodo vinse consecutivamente sei campionati europei e tre titoli olimpici, nel 1928, nel 1932 e nel 1936. Nessun'altra pattinatrice è riuscita finora ad eguagliare tali risultati.
È tuttora una dei soli sei atleti che hanno vinto tre medaglie d'oro consecutive ai Giochi olimpici invernali, insieme con lo svedese Gillis Grafström (1920-28) nel pattinaggio di figura, il tedesco dell'est Ulrich Wehling (1972-80) nella combinata nordica, la statunitense Bonnie Blair (1988-94) nel pattinaggio di velocità, il tedesco Georg Hackl (1992-98) nello slittino e il norvegese Bjørn Dæhlie (1992-98) nello sci di fondo. A Sonja Henie viene attribuita la scelta di essere stata la prima ad indossare il gonnellino corto, diventato poi il costume tipico del pattinaggio artistico femminile, nonché la prima ad aver introdotto nel pattinaggio la coreografia della danza.

### La carriera artistica

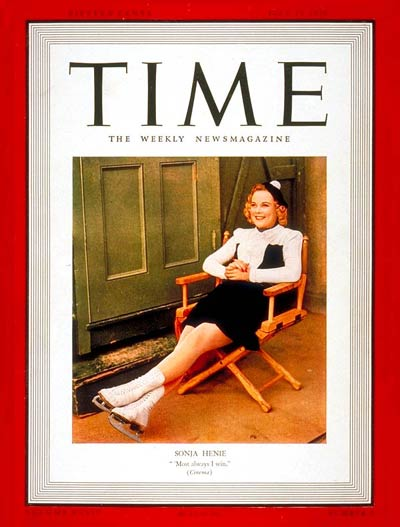
Sonja Henie sulla copertina di Time Magazine, 17 luglio 1939

Dopo le Olimpiadi del 1936 Sonja Henie abbandonò l'agonismo e lo status da dilettante per passare al professionismo. Si trasferì negli Stati Uniti, dove era già nota grazie alla partecipazione alle Olimpiadi di Lake Placid nel 1932, e intraprese la carriera artistica, come attrice cinematografica e interprete di spettacoli sul ghiaccio. Sonja Henie era già comparsa in un film norvegese del 1927, Syv dager for Elisabeth ("Sette giorni per Elisabeth"), nella parte di una pattinatrice, e nel documentario Se Norge ("Vedere la Norvegia") del 1927. Il suo debutto hollywoodiano avvenne nel 1936 con il film musicale Turbine bianco, la cui trama strizzava l'occhio alla sua vicenda personale: la protagonista, interpretata dalla Henie, è una pattinatrice svizzera che viene scoperta da un impresario teatrale e portata negli Stati Uniti, dove raggiunge il successo esibendosi al Madison Square Garden.
Il film fu uno dei più grandi successi al botteghino della stagione 1936-1937, piazzando Sonja Henie al settimo posto tra le star dell'anno (Shirley Temple, la piccola diva della Fox, era al secondo posto). Messa sotto contratto dalla 20th Century Fox, nel 1938, la pattinatrice norvegese raggiunse la terza posizione. Sonja Henie lavorò per la Fox fino alla fine degli anni quaranta, realizzando una decina di film. Si trattava di commedie sentimentali e musicali molto gradite al pubblico, che fruttarono cospicui guadagni per la Fox e che fecero diventare la Henie una delle celebrità più amate.
Le coreografie di pattinaggio su ghiaccio erano un elemento ricorrente e distintivo dei suoi film, come qualche anno dopo sarebbe accaduto per Esther Williams e i suoi balletti acquatici. Concluso il contratto con la Fox, negli anni cinquanta Sonja Henie si dedicò agli spettacoli sul ghiaccio, sfruttando la popolarità ottenuta con il cinema. Fece numerose tournée negli Stati Uniti e all'estero, tornando ad esibirsi nella natia Norvegia nel 1953 e nel 1955. Pensò di rilanciare la sua carriera cinematografica con una serie di film realizzati nel corso delle sue tournée internazionali, ma la prima pellicola Hello London del 1958 fu un insuccesso, e non ebbe seguito.

### La collezione d'arte
Sonja Henie si ritirò definitivamente dalle scene nel 1960. Poté così dedicarsi a tempo pieno al collezionismo d'arte, un interesse sorto dopo l'incontro con Niels Onstad, l'armatore norvegese che nel 1956 era diventato il suo terzo marito. Onstad vantava già una notevole collezione personale, in parte ereditata dalla famiglia, che continuò ad ampliare nel corso degli anni Cinquanta concentrandosi sulla pittura contemporanea europea, in particolare quella del gruppo COBRA. Sonja Henie contribuì alla collezione con acquisti indipendenti.
Nel 1959 i coniugi decisero di esporre la loro collezione al pubblico. Entrambi risiedevano da tempo negli Stati Uniti, e inizialmente presero contatti con vari musei statunitensi, ma alla fine scelsero la Norvegia come sede definitiva. Nel 1961 istituirono un'apposita fondazione a cui donarono la loro collezione. Fecero costruire a Høvikodden, nei pressi di Oslo, un centro d'arte destinato ad accogliere i loro dipinti. L'Henie-Onstad Kunstsenter, progettato da Jon Eikvar e Svein-Erik Engebretsen, venne inaugurato nel 1968. 

### Morte
Morì nel 1969 in seguito a un malore, causato dalla leucemia diagnosticatale poco tempo prima, mentre era in volo da Parigi a Oslo.  È sepolta, come il marito, nel parco del Henie-Onstad Kunstsenter.

## Riconoscimenti
- È ricordata dall'industria cinematografica con una stella nella Hollywood Walk of Fame.

- Nel 1976 fu inserita nella World Figure Skating Hall of Fame, la hall of fame internazionale del pattinaggio di figura.

## Palmarès

### Individuale

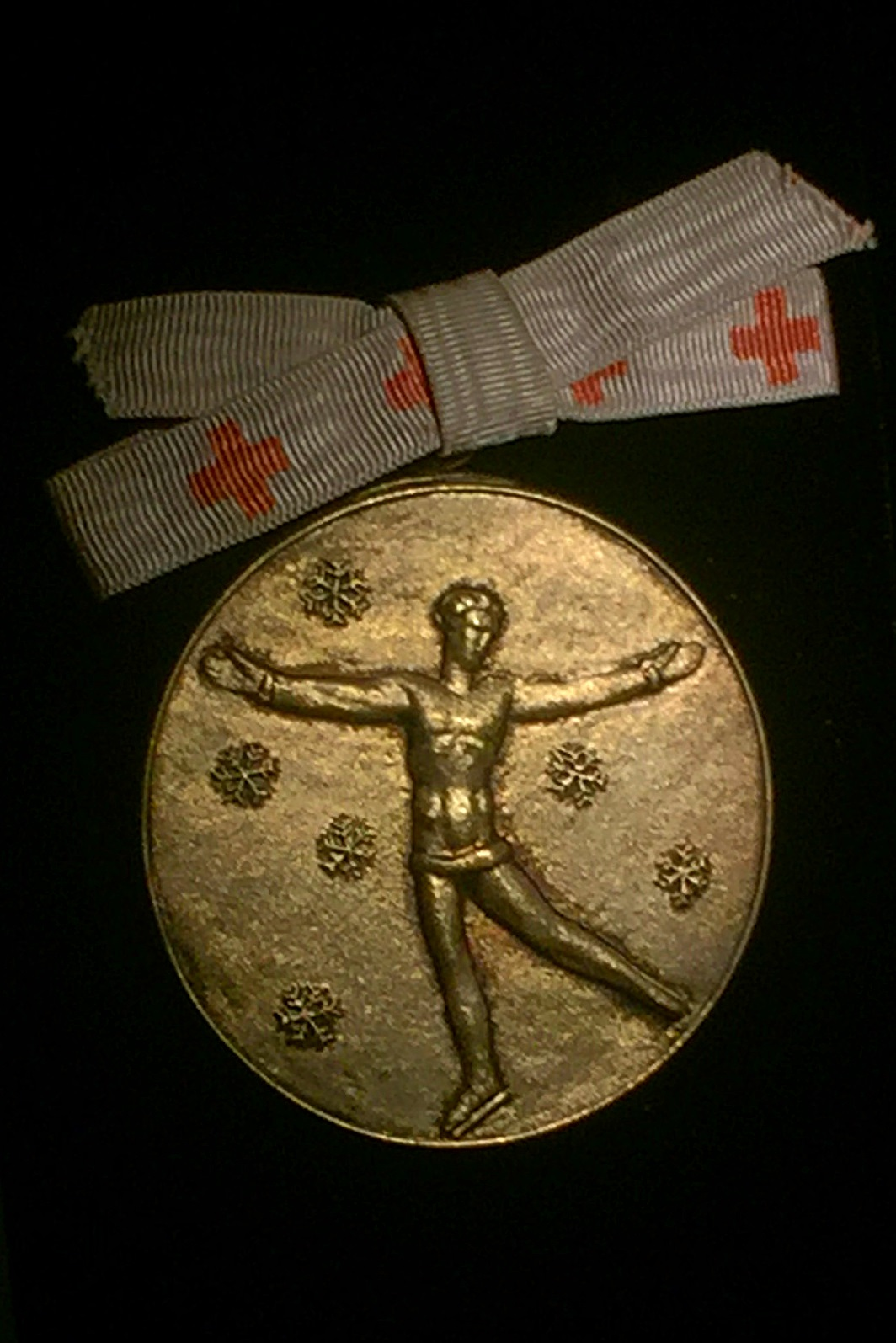
La medaglia d'oro vinta alle Olimpiadi di St. Moritz 1928

| Evento                    | 1923 | 1924 | 1925 | 1926 | 1927 | 1928 | 1929 | 1930 | 1931 | 1932 | 1933 | 1934 | 1935 | 1936 |
| ------------------------- | ---- | ---- | ---- | ---- | ---- | ---- | ---- | ---- | ---- | ---- | ---- | ---- | ---- | ---- |
| Giochi olimpici invernali |      | 8°   |      |      |      | 1°   |      |      |      | 1°   |      |      |      | 1°   |
| Campionati mondiali       |      | 5°   |      | 2°   | 1°   | 1°   | 1°   | 1°   | 1°   | 1°   | 1°   | 1°   | 1°   | 1°   |
| Campionati europei        |      |      |      |      |      |      |      |      | 1°   | 1°   | 1°   | 1°   | 1°   | 1°   |
| Campionati norvegesi      | 1°   | 1°   | 1°   | 1°   | 1°   | 1°   | 1°   |      |      |      |      |      |      |      |

### Coppie
(con Arne Lie)
| Evento               | 1926 | 1927 | 1928 |
| -------------------- | ---- | ---- | ---- |
| Campionati mondiali  | 5°   |      |      |
| Campionati norvegesi | 1°   | 1°   | 1°   |

## Filmografia

### Attrice
- Syv dager for Elisabeth, regia di Leif Sinding (1927)
- Turbine bianco (One in a Million), regia di Sidney Lanfield (1936)
- Scandalo al Grand Hotel (Thin Ice), regia di Sidney Lanfield (1937)
- Stella del Nord (Happy Landing), regia di Roy Del Ruth (1938)
- My Lucky Star, regia di Roy Del Ruth (1938)
- Ho trovato una stella (Second Fiddle), regia di Sidney Lanfield (1939)
- Everything Happens at Night, regia di Irving Cummings (1939)
- Serenata a Vallechiara (Sun Valley Serenade), regia di H. Bruce Humberstone (1941)
- Tra le nevi sarò tua (Iceland), regia di H. Bruce Humberstone (1942)
- Fior di neve (Wintertime), regia di John Brahm (1943)
- Amore sotto zero (It's a Pleasure), regia di William A. Seiter (1945)
- La contessa di Montecristo (The Countess of Monte Cristo), regia di Frederick de Cordova (1948)

## Doppiatrici italiane
- Rosetta Calavetta in Tra le nevi sarò tua,

### Film o documentari dove appare Sonja Henie (parziale)
- Se Norge, regia di Gustav Lund - (documentario) (1929)
- Alì Babà va in città (Ali Baba Goes to Town), regia di David Butler - sé stessa (1937)
- Til Vesterheimen - documentario (1939)

## Bibliografia

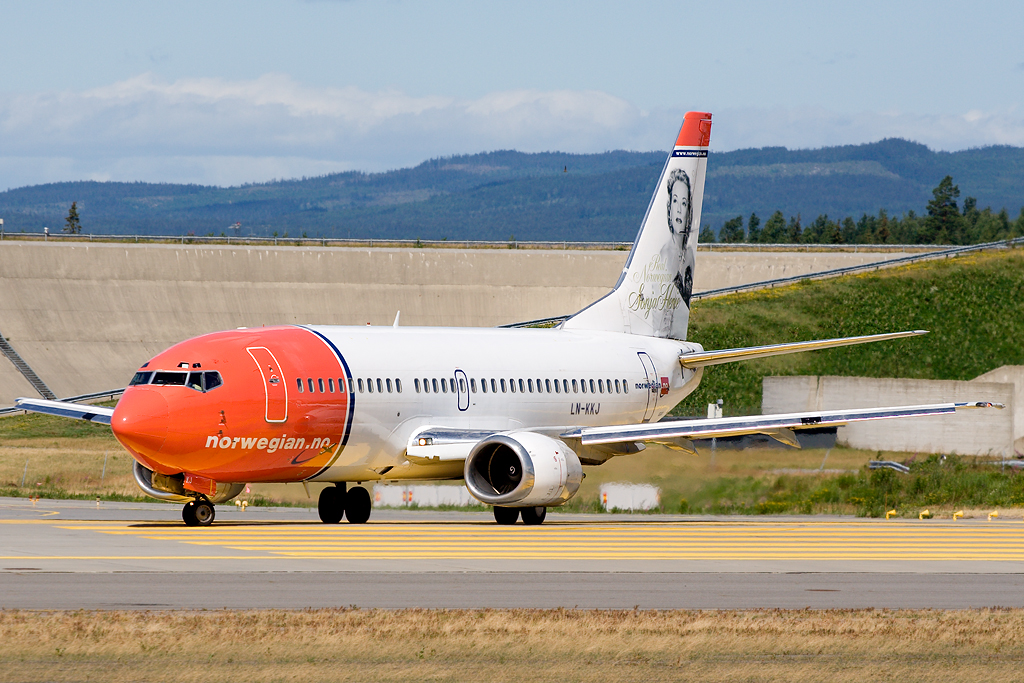
Norwegian Air Shuttle Sonja Henie

### Produttrice
- Hello London (1958)